# Ards Football Club
L'Ards Football Club, spesso abbreviato in Ards F.C. o Ards FC, è una società calcistica nordirlandese con sede nella città di Newtownards.
Gioca le partite casalinghe al Dixon Park di Ballyclare.

## Palmarès

### Competizioni nazionali
- Campionato nordirlandese: 1

1957-1958
- Irish Cup: 4

1926-1927, 1951-1952, 1968-1969, 1973-1974
- Irish Football League Cup: 1

1994-1995
- Gold Cup: 2

1953-1954, 1973-1974
- IFA Championship: 2

2012-2013, 2015-2016

### Competizioni regionali
- Ulster Cup: 1

1973-1974
- County Antrim Shield: 3

1955-1956, 1971-1972, 1993-1994

### Competizioni internazionali
- Blaxnit Cup: 1

1973-1974

### Altri piazzamenti
- Campionato nordirlandese:

Secondo posto: 1972-1973
Terzo posto: 1960-1961, 1969-1970, 1971-1972, 1978-1979, 1985-1986, 1986-1987
- Irish Cup:

Finalista: 1959-1960, 1992-1993
Semifinalista: 2024-2025
- Irish Football League Cup:

Finalista: 1990-1991, 2015-2016
Semifinalista: 1989-1990, 1992-1993, 1993-1994, 2013-2014

## Rosa 2013-2014
| N. |                             | Ruolo | Calciatore        |
| -- | --------------------------- | ----- | ----------------- |
| 1  | Irlanda del Nord (bandiera) | P     | Alan Blayney      |
| 2  | Irlanda del Nord (bandiera) | D     | Greg Hall         |
| 3  | Irlanda del Nord (bandiera) | D     | Steven McCullough |
| 4  | Irlanda del Nord (bandiera) | D     | Gary Spence       |
| 5  | Irlanda del Nord (bandiera) | D     | David Gibson      |
| 6  | Irlanda del Nord (bandiera) | D     | David Armstrong   |
| 7  | Irlanda del Nord (bandiera) | C     | Craig McMillen    |
| 8  | Irlanda del Nord (bandiera) | D     | Neil Dougan       |
| 10 | Irlanda del Nord (bandiera) | C     | Ross Arthurs      |
| 11 | Irlanda del Nord (bandiera) | C     | Kyle McDowell     |
| 12 | Irlanda del Nord (bandiera) | D     | David Cully       |
| 14 | Irlanda del Nord (bandiera) | D     | James Cully       |
| 15 | Irlanda del Nord (bandiera) | C     | Andy Smith        |

| N. |                             | Ruolo | Calciatore      |
| -- | --------------------------- | ----- | --------------- |
| 16 | Irlanda del Nord (bandiera) | D     | Andy Hunter     |
| 17 | Irlanda del Nord (bandiera) | C     | Scott Davidson  |
| 18 | Irlanda del Nord (bandiera) | C     | Willie Faulkner |
| 19 | Irlanda del Nord (bandiera) | A     | Mark McClelland |
| 22 | Irlanda del Nord (bandiera) | A     | Daniel Ryan     |
| 23 | Irlanda del Nord (bandiera) | D     | Ryan Moffatt    |
| 24 | Irlanda del Nord (bandiera) | C     | Ryan Henderson  |
| 25 | Irlanda del Nord (bandiera) | A     | Andy Mitchell   |
| 26 | Irlanda del Nord (bandiera) | D     | Steven Gordon   |
| 27 | Irlanda del Nord (bandiera) | C     | James Knowles   |
| 90 | Irlanda del Nord (bandiera) | P     | Graeme McKibbin |
|    | Irlanda (bandiera)          | C     | Correy Davidson |